# Sopranist
Sopranist (även sopranista eller manlig sopran) är en manlig sångare som genom att sjunga i falsett sjunger i samma röstläge som en kvinnlig sopran. Röstläget skiljer sig sålunda från countertenor som är en manlig alt.